# Cucina di Castiglia e León

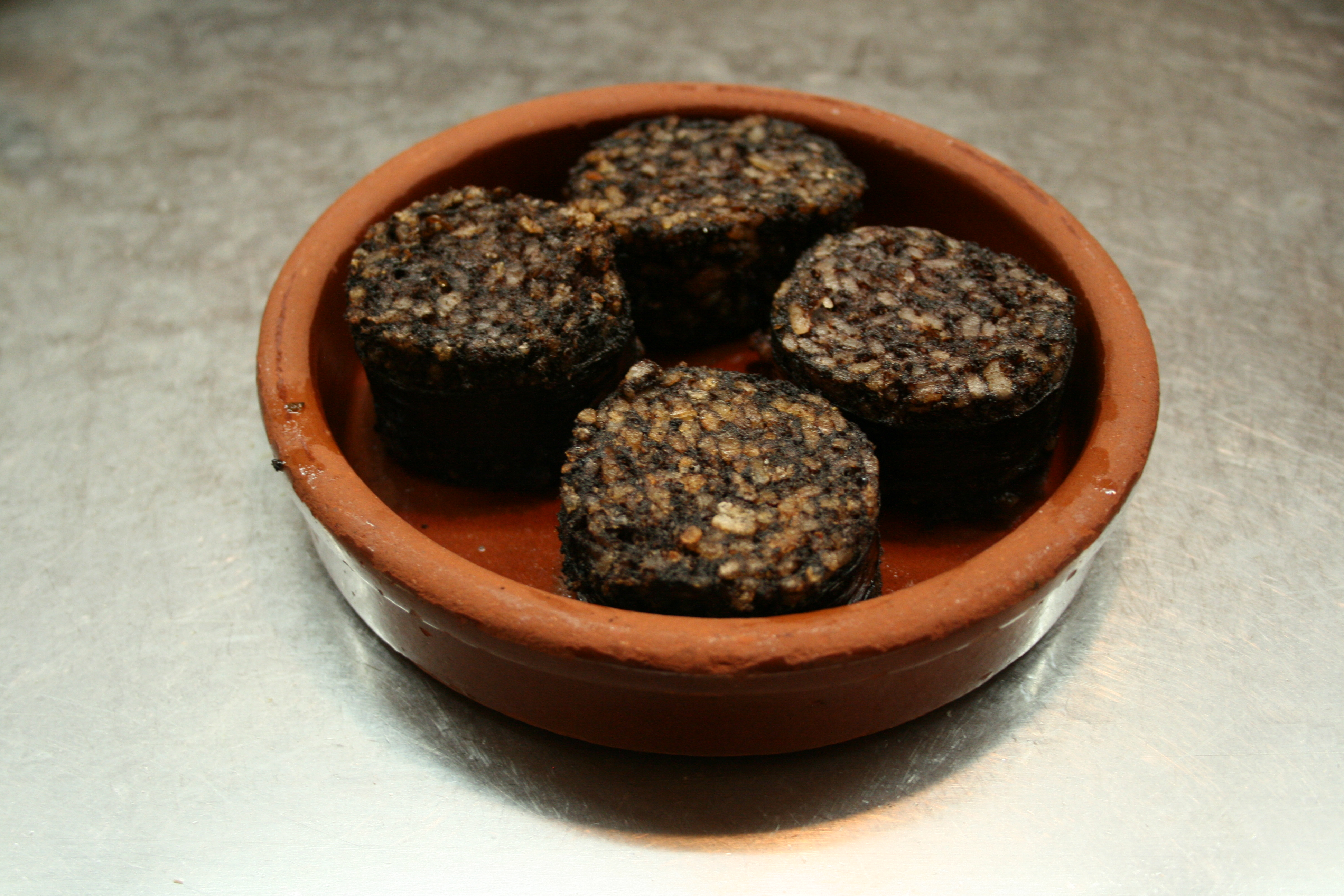
salsiccia di Burgos

La cucina di Castiglia e Leòn è la cucina dell'omonima regione spagnola ed è nota per i suoi stufati e arrosti, vini di qualità, varietà di dolci, insaccati e formaggi.

## Piatti tipici
- Sopa de ajo
- Sopa de trucha
- Cocido Maragato (Astorga)
- Cordero asado o Lechazo asado

### Avila
- Chuletón de Avileño
- Conejo escabechado
- Hornazo
- Judías del Barco con chorizo
- Torreznos
- Morcilla de calabaza
- Patatas revolconas también llamadas patatas meneás.
- Picadillo de chorizo
- Tortilla de chorizo
- Yemas de Santa Teresa
- Flor frita
- Vino de Cebreros

### Burgos
- Almendras garrapiñadas
- Chuletillas de cordero (Ribera del Duero)
- Estrellados burgaleses
- Judías con chorizo
- Lechazo asado (Ribera del Duero)
- Morcilla de Aranda (Ribera del Duero)
- Morcilla de Burgos
- Olla podrida
- Torta de Aranda (Ribera del Duero)
- Queso de Burgos

### León
- Bacalao al ajo arriero
- Botillo del Bierzo
- Cecina de Chivo
- Cecina de Vaca
- Chorizo
- Cecina de León
- Cocido maragato
- Hojaldres de Astorga
- Imperiales de La Bañeza
- Lechazo del Teleno
- Mantecadas de Astorga
- Morcilla de León
- Nicanores de Boñar
- Pan de Montejos
- Pimientos de Fresno de la Vega
- Puerros de Sahagún
- Queso de Pata de Mulo
- Sopas de ajo leonesas
- Sopas de trucha

### Palencia
- Alubia de Saldaña
- Asadurilla
- Cangrejos al estilo de Herrera
- Caracoles a la palentina
- Carne de Cervera y Montaña Palentina
- Cebolla de Palenzuela
- Cecina de Villarramiel
- Lechazo asado
- Menestra palentina
- Morcillas de Cornón
- Ostias de Palencia
- Pan de aceite
- Panceta asada
- Patatas a la importancia
- Pimiento de Torquemada
- Queso del Cerrato
- Sopas de rastrojo o Sopa de ajo
- Sopas de chichurro
- Torreznos

### Salamanca

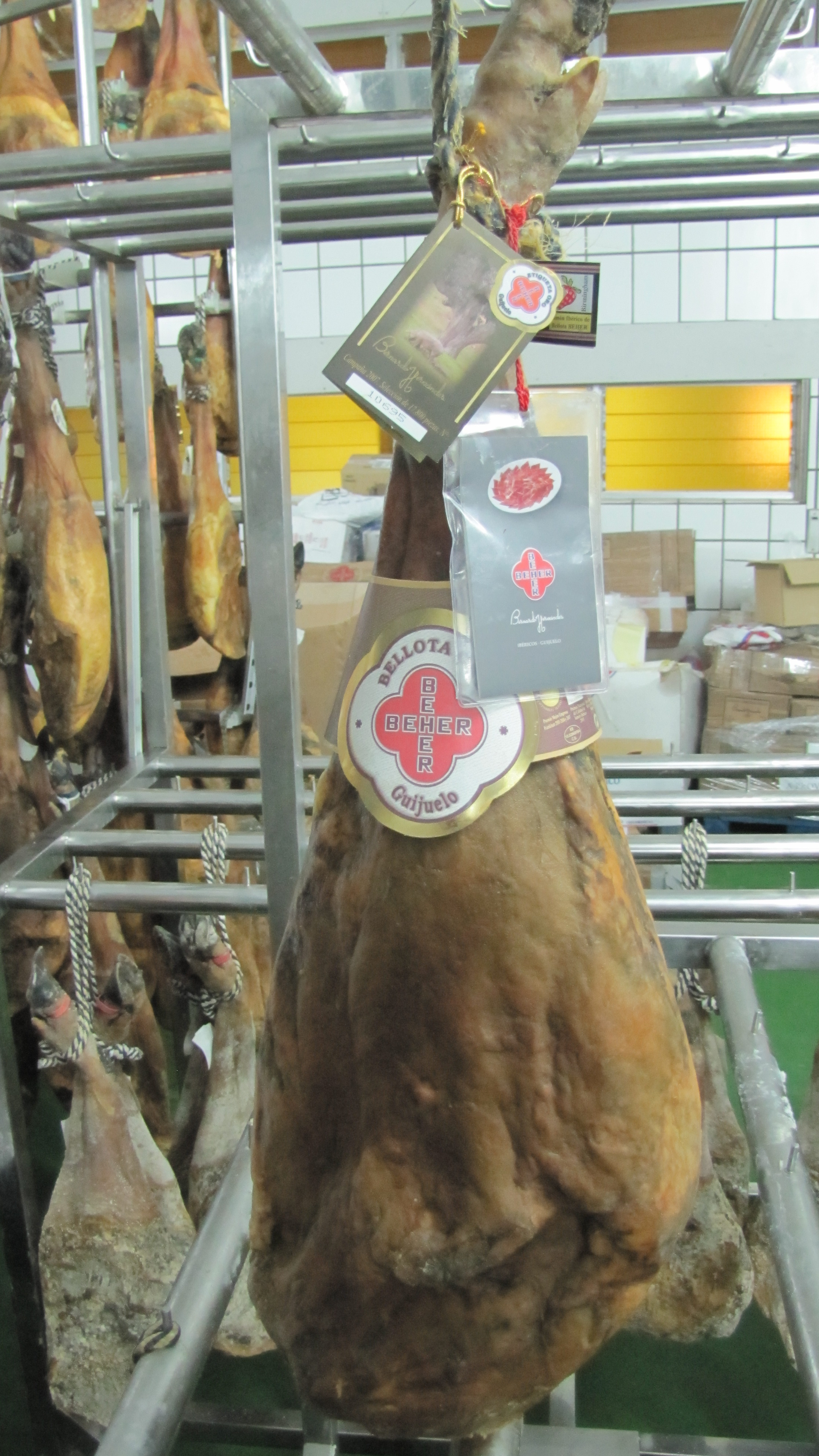
BEHER "Bellota Oro", fatto a Guijuelo, è stato scelto come "miglior prosciutto del mondo" nel IFFA Delicat nel 2007, 2010 e nel 2013.

- Amarguillos
- Bollo maimón
- Tostón asado o cochinillo
- Chanfaina
- Chochos de yema
- Rosquillas de Ledesma
- Farinato
- Hornazo
- Patatas meneás
- Limones
- Jamón de Guijuelo
- Jeta
- Morcilla de piñones
- Morcilla de calabaza

### Segovia

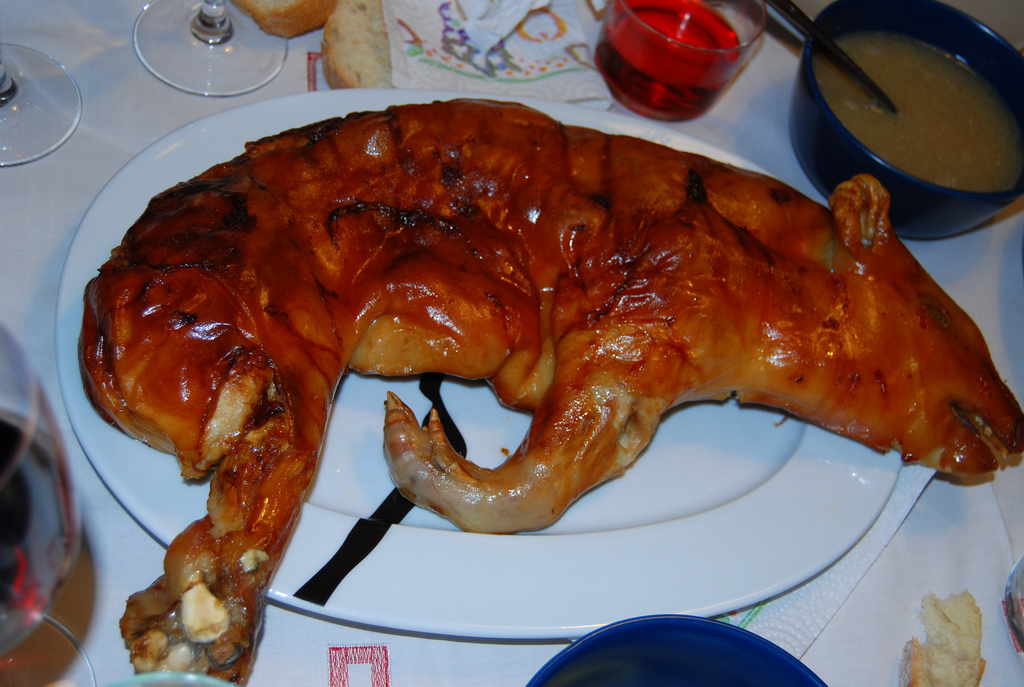
Cochinillo de Segovia.

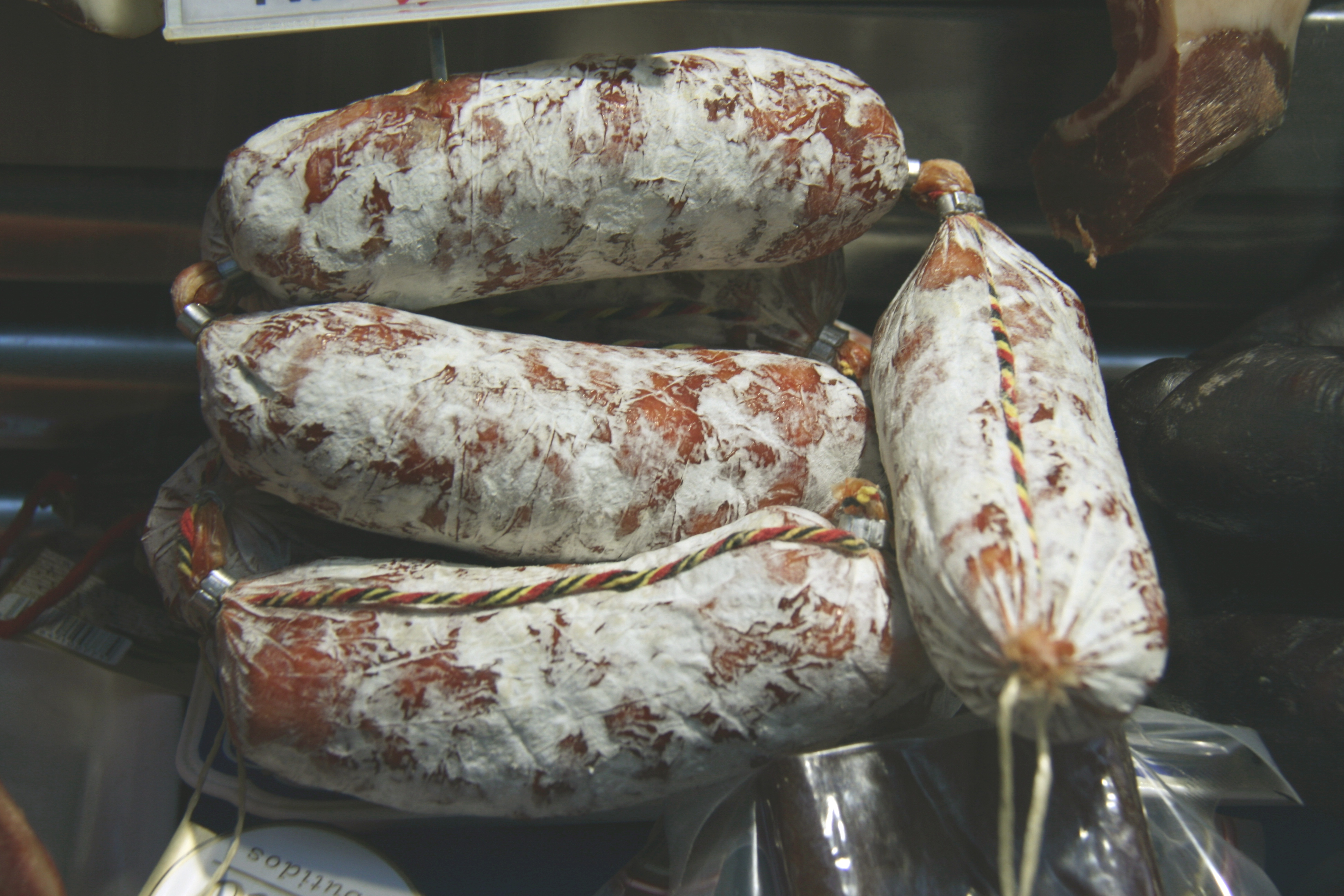
Los chorizos de Cantimpalos, muy populares.

- Achicoria de Cuéllar
- Ajo de Vallelado
- Cochinillo de Segovia
- Chorizo de Cantimpalos
- Chuletillas de cordero
- Endibia del Carracillo
- Judión de La Granja
- Lechazo asado
- Lombarda a la segoviana
- Ponche segoviano
- Queso de Sacramenia
- Torreznos
- Vacuno de Prádena
- Vacuno de Villacastín
- Vino de Valtiendas
- Vino de Rueda
- Vino de Ribera del Duero
- Zanahoria de la vega del Duratón

### Soria

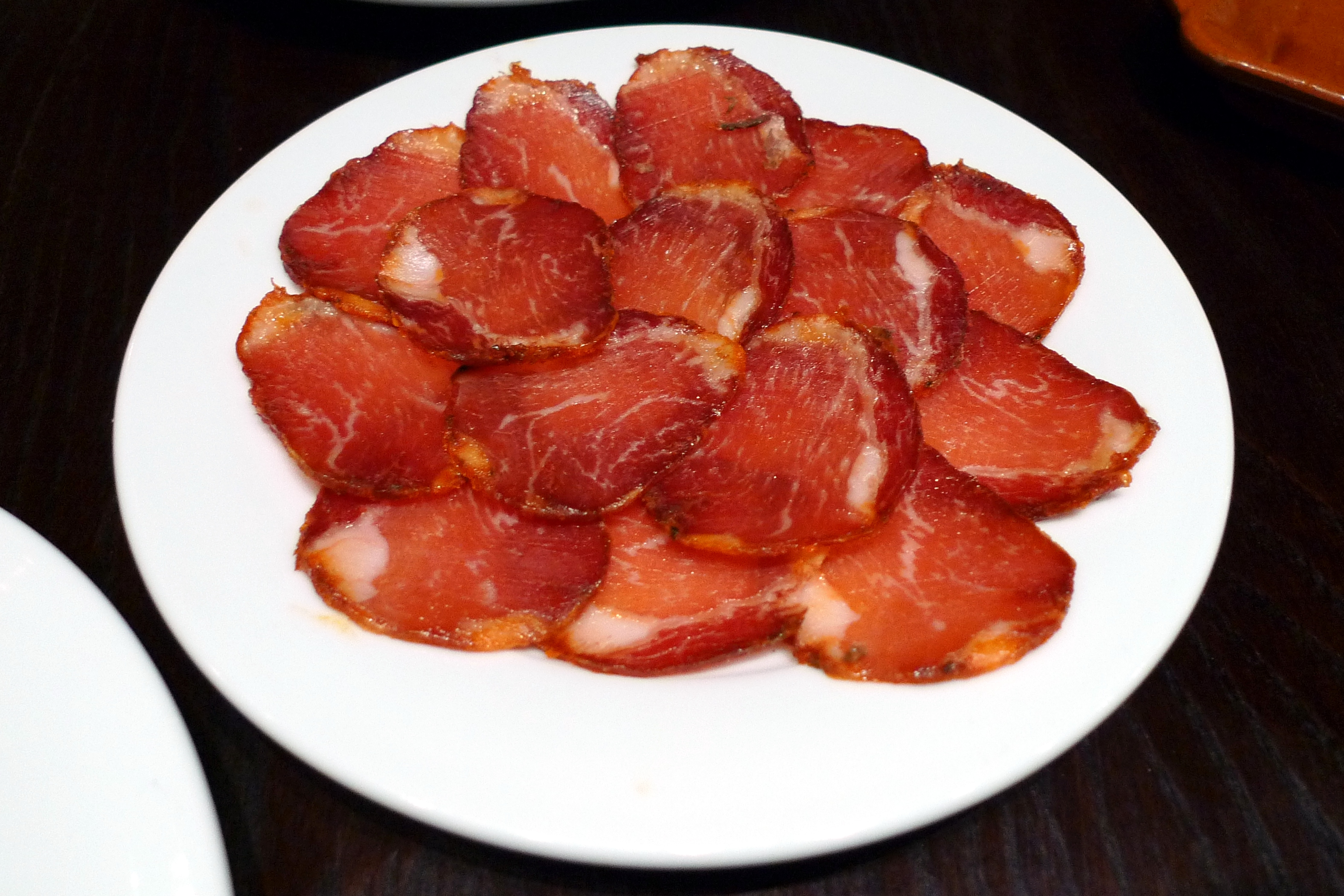
Lonchas de lomo embuchado.

- Ajo carretero
- Chanfaina
- Culeca
- Langarto
- Lomo embuchado
- Culeca
- Mantequilla de Soria
- Paciencias de Almazán
- Torreznos
- Yemas de Almazán

### Valladolid
- Bolla de chicharrones
- Lechazo asado
- Gallo turresilano
- Mantecados de Portillo

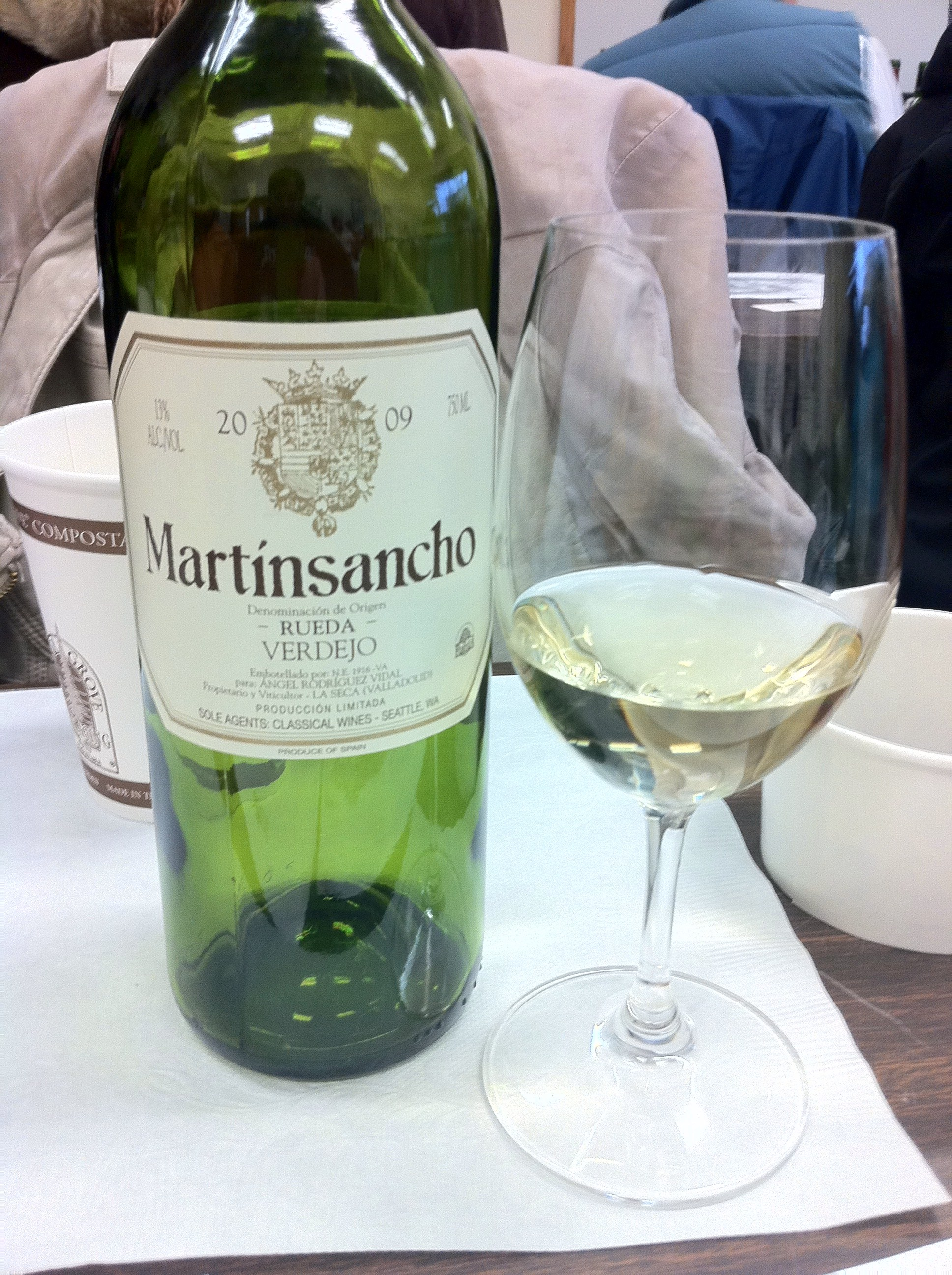
Un vino "Blancos de Rueda" de uva Verdejo.

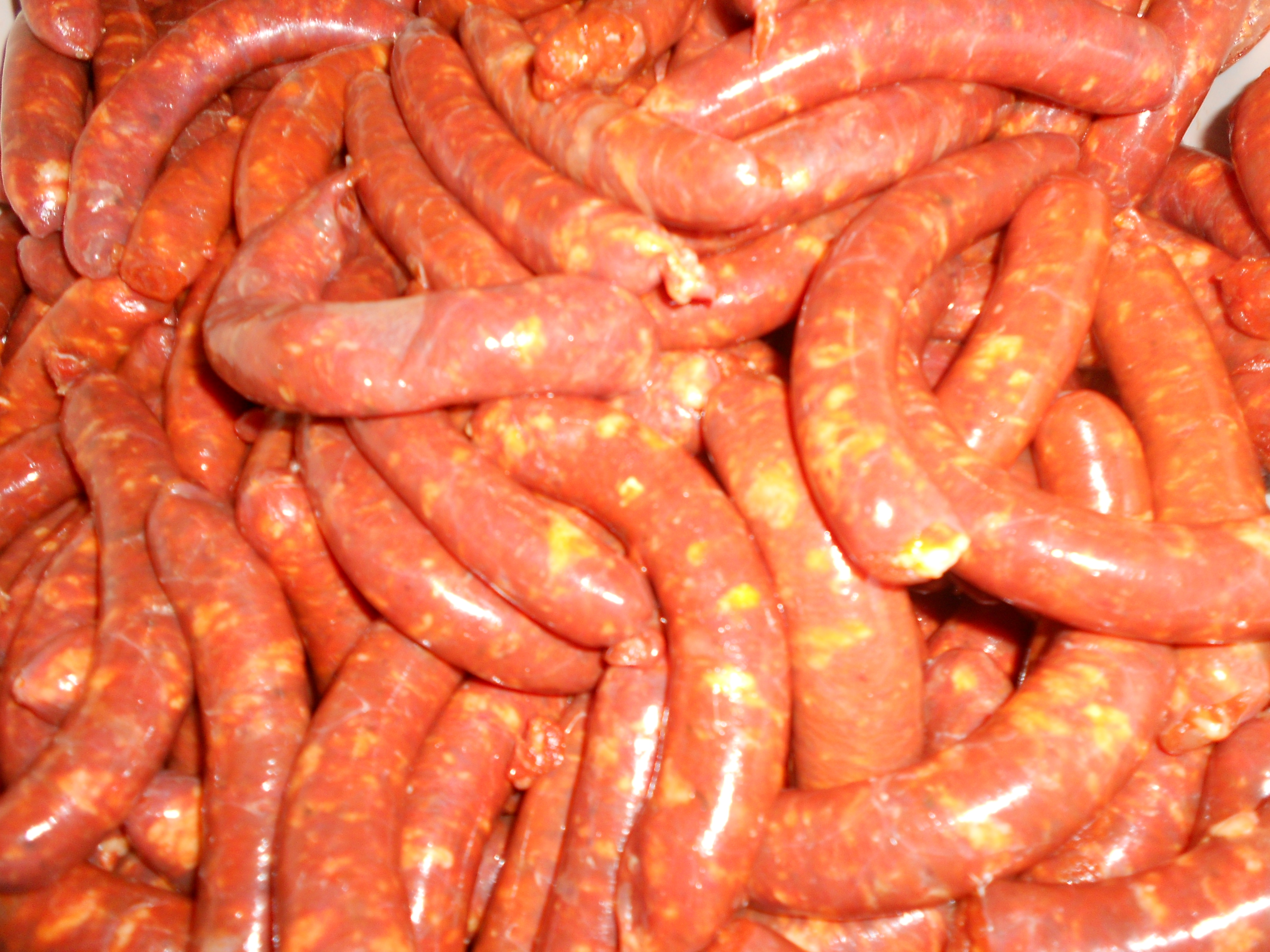
Salchicha de Zaratán blanca y roja.

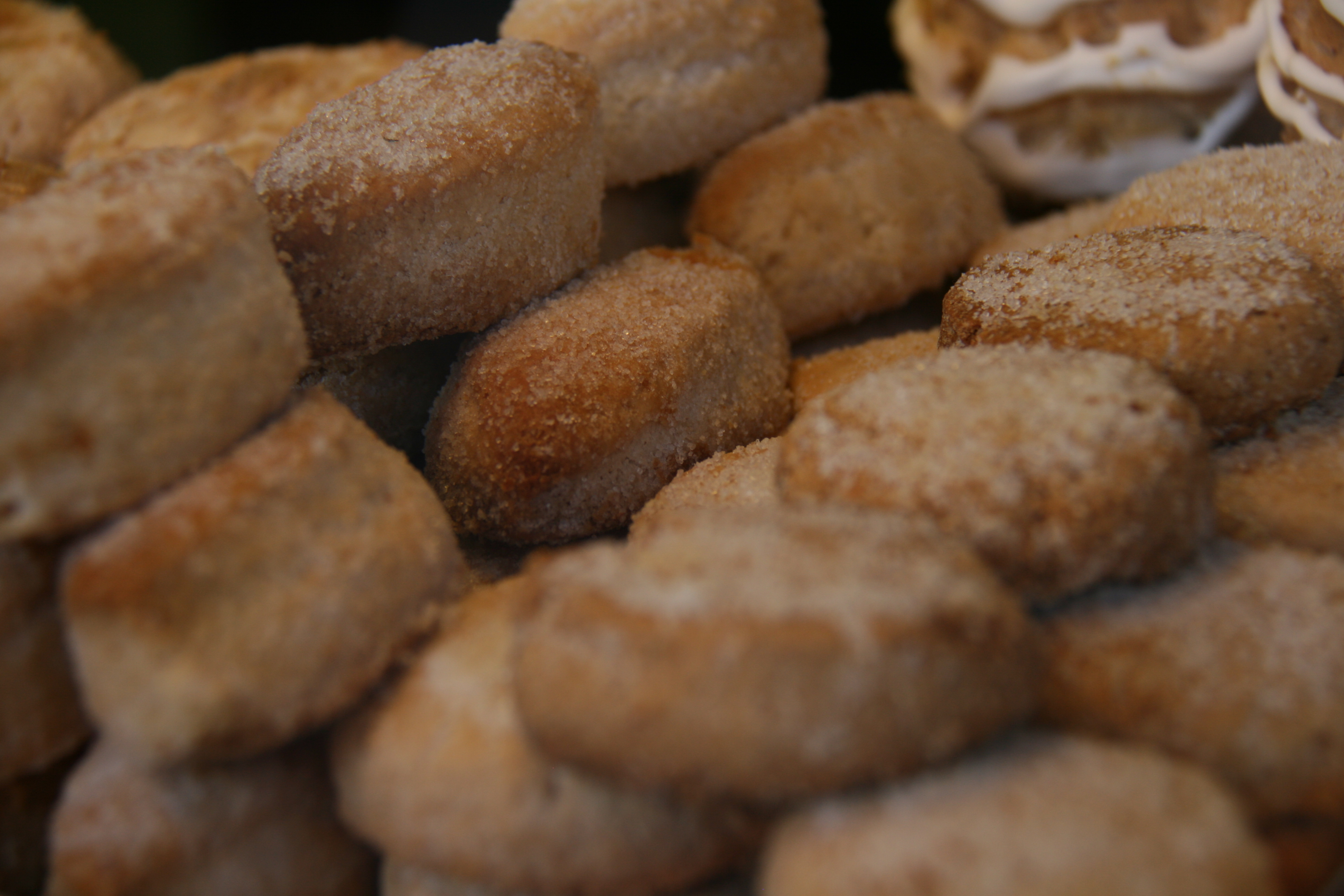
Unas pastas vallisoletanas.

- Queso Pata de Mulo de villalón de Campos
- Ciegas de Iscar
- Pasta Castañuelas de Iscar
- Rosquillas de Palo
- Lagunillas de Laguna de Duero
- Feos de Tordesillas
- Amarguillos
- Tortas de chicharrones
- Tortilla de chorizo
- Morcilla de Valladolid
- Morcilla de Cigales
- Piñones de Pedrajas de San Esteban
- Esparragos de Tudela de Duero
- Borrachos y Pastas de vino de Peñafiel
- Sopa de chícharos
- Almendras Garrapiñadas de Villafrechos
- Pan de la provincia de Valladolid
- Salchichas de Zaratán
- Ajos de Portillo
- Endivias de Peñafiel
- Ajo de Vallelado
- Lechuga de Valladolid
- Vino de Rueda
- Vino de Ribera de Duero
- Vino de Cigales

### Zamora

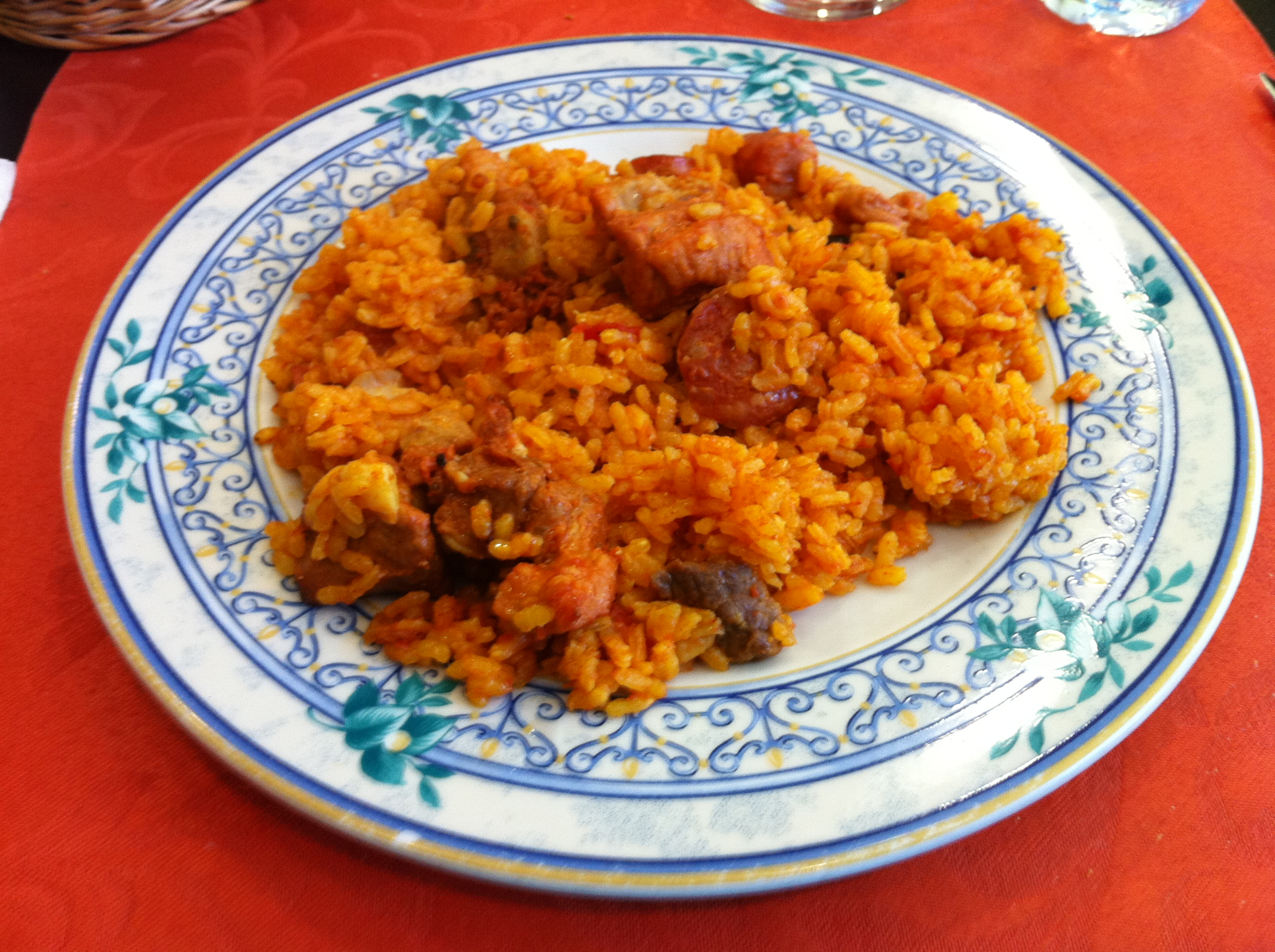
Plato de arroz a la zamorana.

- Aceitada
- Arroz a la zamorana
- Dos y pingada
- Rebojo